# Exosphaeroma chilensis
Exosphaeroma chilensis är en kräftdjursart som beskrevs av James Dwight Dana 1853. Exosphaeroma chilensis ingår i släktet Exosphaeroma och familjen klotkräftor. Inga underarter finns listade i Catalogue of Life.